# 磯崎洋介
磯崎 洋介（いそざき ようすけ、1974年12月17日 - ）は、日本の元子役、俳優。本名同じ。
東京都出身。劇団ひまわりに所属していた。

## 出演作品

### テレビドラマ
- ザ・サスペンス（TBS）
  - ママが…！（1983年）
  - 恐怖の家族 ジェロニモ（1983年）
- 赤川次郎のおやすみ、テディ・ベア（1983年、TBS）- 牧野力
- 大江戸捜査網 第631話「私を離縁して! 逃亡者の妻」（1984年、テレビ東京） - 千代太
- 24時間テレビ 愛は地球を救う「さよならは涙を拭いてから」（1984年、NTV）
- 私鉄沿線97分署 第45話（1985年、テレビ朝日） - 小野田アキラ
- NHK新大型時代劇『武蔵坊弁慶』（1986年、NHK） - 小太郎
- まんが道（1986年、NHK） - 満賀鉄郎
- 森村誠一「異常の太陽」（1986年）
- 敵同志好き同志（1987年、NTV） - 並木泰介
- おんな風林火山（1987年 - 1988年、TBS） - 木曾千太郎
- じゃあまん探偵団 魔隣組（1988年、フジテレビ） - 主演・辻タカシ
- NHK大河ドラマ『春日局』（1989年、NHK） - 千熊（少年後期）
- 長七郎江戸日記 第2シリーズ 最終話「最後の挑戦・さらば長七郎」（1989年、NTV） - 東吾
- NHK大河ドラマ『翔ぶが如く』（1990年、NHK） - 前田藤三
- NHK正月時代劇『大石内蔵助 冬の決戦』（1991年、NHK） - 吉良義周

### 映画
- 汚れた英雄（1982年） - 緒方和巳
- テラ戦士Ψ BOY（1985年） - ギンジロー
- スケバン刑事 風間三姉妹の逆襲（1988年）- ジュン
- 超少女REIKO（1991年） - 新城高史

### CM
- バンダイ「聖闘士星矢・ペガサス流星拳」（1986年）